# Meteorus triptus
Meteorus triptus är en stekelart som beskrevs av Nixon 1943. Meteorus triptus ingår i släktet Meteorus och familjen bracksteklar. Inga underarter finns listade i Catalogue of Life.